# Rhabderemia topsenti
Rhabderemia topsenti är en svampdjursart som beskrevs av van Soest och Hooper 1993. Rhabderemia topsenti ingår i släktet Rhabderemia och familjen Rhabderemiidae. Inga underarter finns listade i Catalogue of Life.